# 福岡地域戦略推進協議会
福岡地域戦略推進協議会（ふくおかちいきせんりゃくすいしんきょうぎかい、英: Fukuoka Directive Council、略称: Fukuoka D.C.）は、産学官民で構成される福岡地域の成長戦略の策定から推進までを一貫して行う任意団体である。

## 役員
- 麻生泰 - 会長 （一般社団法人九州経済連合会会長、麻生セメント株式会社代表取締役会長）
- 久保千春 - 副会長 (大学ネットワークふくおか会長、国立大学法人九州大学総長）
- 高島宗一郎 - 副会長 (福岡都市圏広域行政推進協議会会長、福岡市長）

## 沿革
- 2011年 設立